# Cambre

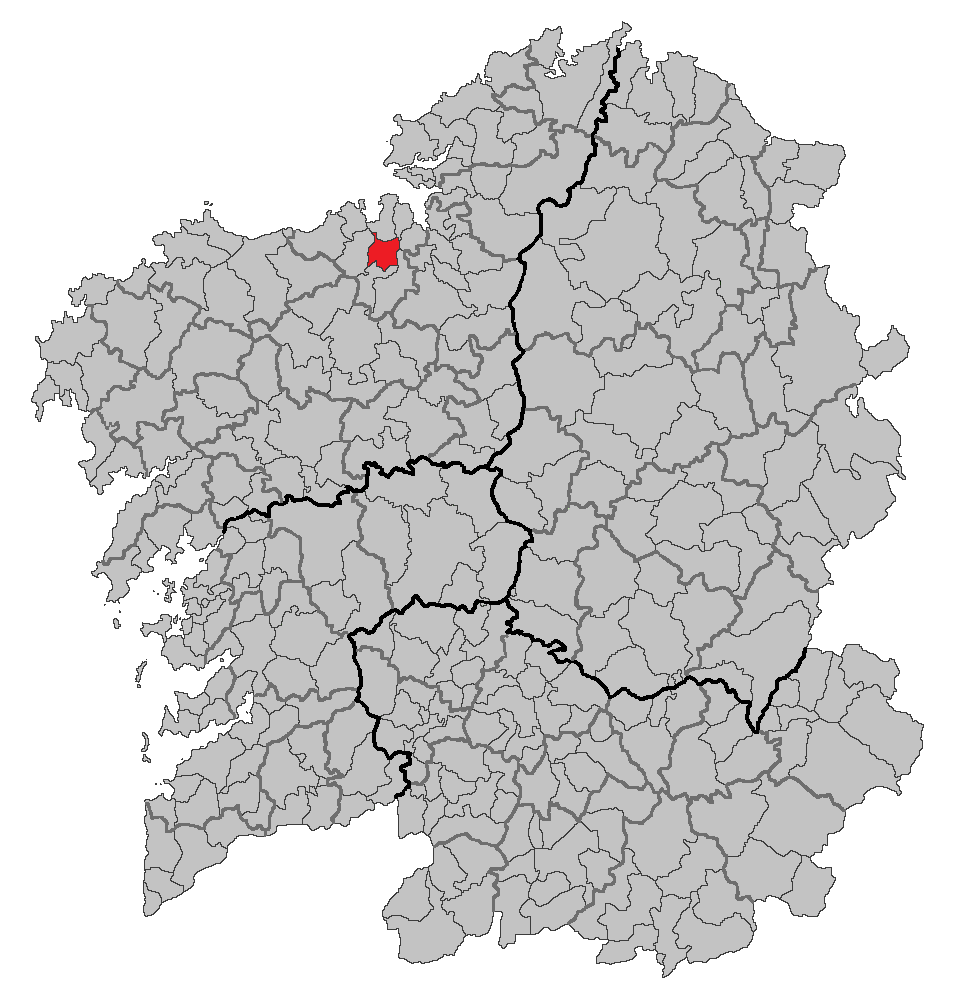
Localização de Cambre

Cambre é um município da Espanha na província da Corunha, comunidade autónoma da Galiza, de área 40,74 km² com população de 22.513 habitantes (2007) e densidade populacional de 549,1 hab./km².

## Demografia
| Variação demográfica do município entre 1991 e 2004 | Variação demográfica do município entre 1991 e 2004 | Variação demográfica do município entre 1991 e 2004 | Variação demográfica do município entre 1991 e 2004 |
| --------------------------------------------------- | --------------------------------------------------- | --------------------------------------------------- | --------------------------------------------------- |
| 1991                                                | 1996                                                | 2001                                                | 2004                                                |
| 12330                                               | 14972                                               | 19262                                               | 20919                                               |

## Patrimônio

### Arqueologia
- Vila romana de Cambre

### Patrimônio edificado
- Igreja de Santa María de Cambre

## Personagens célebres
- Maria Pita, heroína da Corunha na luta contra os ingleses (1565-1643)
- Pedro de Castro y Figueroa, militar e nobre (1685-1741)